# Armande Félice de La Porte Mazarin

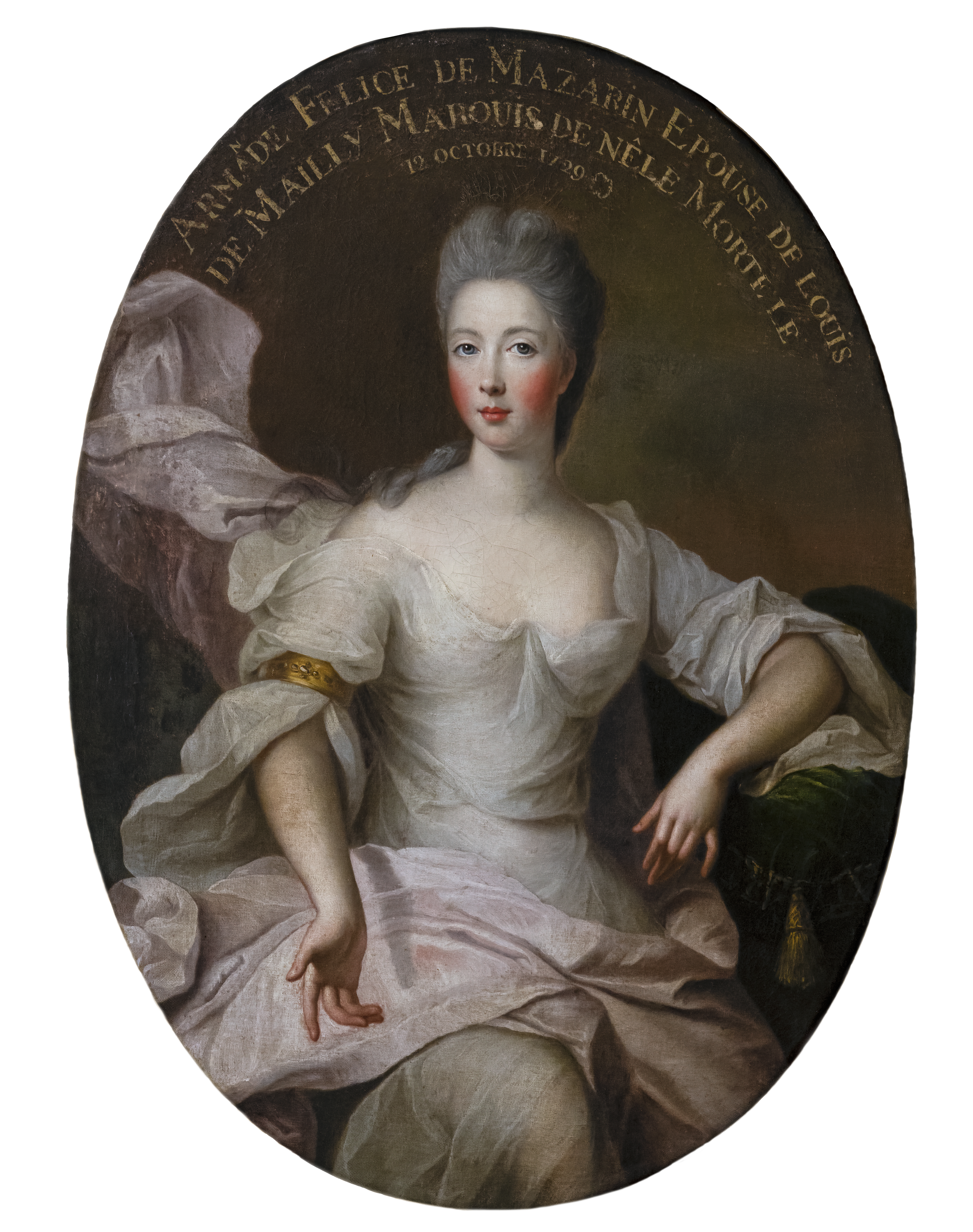
Armande Félice de La Porte Mazarin.

Armande Félice de La Porte Mazarin, född 3 september 1691, död 14 oktober 1729, var en fransk hovfunktionär. Hon tillhörde de kända skandalfigurerna under Régence-epoken, och var mor till de fem berömda systrarna de Nesle, varav fyra blev mätresser till Ludvig XV.

## Biografi
Armande Félice de La Porte Mazarin var dotter till Paul Jules de La Porte, duc de La Meilleraye, duc de Mazarin, och Charlotte Félice Armande de Durfort-Duras, och gifte sig 1709 med Louis de Mailly, marquis de Nesle et de Mailly, Prince d'Orange (1689–1767). 
Armande Félice är känd för den berömda duell hon utkämpade i Bois de Boulogne i Paris mot sin rival Vicomtesse de Polignac över deras gemensamma älskare hertig de Richelieu 10 september 1718. Duellen slutade med nederlag för La Porte Mazarin, som sårades i axeln av en pistol. Richelieu kommenterade duellen med orden att båda damer hade kämpat väl för honom och han därför inte ville välja mellan dem. 
Armande Félice de La Porte Mazarin avslutade då relationen och inledde sedan ett förhållande med Louis Henri I av Bourbon, med vilken hon fick en dotter. Tack vare sina kontakter och sin rang utnämndes hon till Dame du Palais hos drottning Marie Leszczyńska 1725. 